# Ernest Kennaway

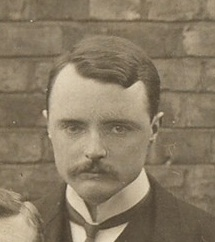
Ernest Kennaway (1907)

Sir Ernest Laurence Kennaway (* 23. Mai 1881 in Exeter; † 1. Januar 1958 in London) war ein britischer Mediziner (Pathologie).

## Leben und Wirken
Kennaway studierte Naturwissenschaften am University College London (UCL) und ab 1898 an der Universität Oxford (New College) mit dem B.A. 1903 und Medizin am Middlesex Hospital mit dem B.M. und B. Chir. (1907). Danach war er am Lister Institute for Preventive Medicine und am UCL, bevor er 1909 wieder in Oxford war mit einer Hulme Scholarship am Brasenose College. 1911 promovierte er in Oxford in Medizin (M.D.) und 1915 am UCL in physiologischer Chemie (D.Sc.). 1909 wurde er Demonstrator für Physiologie am Guy's Hospital in London und 1914 Leiter der Abteilung chemische Pathologie am neu eröffneten Bland-Sutton Institute of Pathology. 1931 wurde er als Nachfolger von Archibald Leitch Professor für chemische Pathologie an der Universität London. 1946 wurde er emeritiert. Außerdem war er 1931 bis 1946 Direktor des Research Institute of the Cancer (später das Royal Marsden Hospital). Ab 1946 forschte er in der Abteilung Pathologie des St. Bartholomew's Hospital.
Er befasste sich mit dem Purin-Stoffwechsel und Ketonurie und mit krebserzeugenden Stoffen. Er fand, dass die karzinogenen Stoffe im Steinkohlenteer zyklische Kohlenwasserstoffe sind und identifizierte eine Reihe davon. 1930 wies er nach, dass polyzyklische aromatische Kohlenwasserstoffe (PAH) auf der Haut der Maus Krebs erzeugen.
1947 führte er den Anstieg von Lungenkrebs bei einer Konferenz des Medical Research Council auf Zigarettenrauch statt auf Luftverschmutzung zurück. Die Konferenz regte die Durchführung einer großangelegten Studie dazu an, was zur Studie von Austin Bradford Hill und Richard Doll von 1950 führte.
1941 wurde er Fellow der Royal Society, deren Royal Medal 1941 erhielt. 1942 wurde er Honorary Fellow des New College und 1947 wurde er geadelt und Ehrenmitglied der American Association for Cancer Research. 1954 wurde er auswärtiges Ehrenmitglied der belgischen Akademie für Medizin. 1950 erhielt er die Osier Memorial Medal und 1937 die Baly Medal.
Er litt in seinen letzten 30 Jahren an der Parkinson-Krankheit.